# Vladimir Kara-Murza
Vladimir Vladimirovič Kara-Murza (in russo Владимир Владимирович Кара-Мурза?; Mosca, 7 settembre 1981) è un giornalista, politico, attivista e regista russo con cittadinanza britannica, noto esponente dell'opposizione politica a Vladimir Putin ed ex prigioniero politico.
Nel 2015 e nel 2017 ha subìto due tentativi di omicidio tramite avvelenamento con sostanze chimiche non identificate, di cui ha accusato il governo.
Nell'aprile 2023 è stato condannato a 25 anni di carcere (la più alta condanna politica per un reato non violento dai tempi dell'URSS) per accuse di tradimento, partecipazione a "organizzazione indesiderabile" e "fake news militari" secondo la legge di censura per la sua critica all'invasione russa dell'Ucraina del 2022, e deportato in un carcere di massima sicurezza in Siberia.  Nel 2024 è stato insignito del Premio Pulitzer per i commenti, per gli articoli che ha continuato a scrivere dalla sua cella di prigione. Kara-Murza è stato rilasciato il 1º agosto 2024 nell'ambito di uno scambio di prigionieri con gli Stati Uniti, la Germania e i paesi occidentali. È vicepresidente di Open Russia e di Free Russia Foundation. È inoltre consulente di Human Rights First e ricercatore presso il Raoul Wallenberg Centre for Human Rights. È stato anche presidente fondatore della Boris Nemtsov Foundation for Freedom. 

## Biografia
Vladimir Vladimirovič Kara-Murza è nato nel settembre 1981 a Mosca, all'epoca in Unione Sovietica. 
È figlio del giornalista e conduttore televisivo russo Vladimir Alekseevič Kara-Murza (1959-2019), un forte critico di Leonid Brežnev e sostenitore delle riforme sotto Boris El'cin e della sua prima moglie Elena Sergeevna Gordon. 
Suo padre era un pronipote del rivoluzionario lettone Voldemārs Bisenieks (1884-1938) e pronipote del primo ambasciatore della Lettonia in Gran Bretagna, Georgs Bisenieks (1885-1941), entrambi fucilati dall'NKVD. L'agronomo ed editore lettone Jānis Bisenieks (1864-1923) era il loro fratello maggiore. Ha anche origini ebraiche, armene, greche e inglesi da parte di madre.
È anche imparentato con Sergej Kara-Murza (nato nel 1939), storico, chimico e filosofo sovietico/russo. Lo zio è il filosofo, scrittore e storico Aleksej Kara-Murza.
La famiglia Kara-Murza è discendente di un aristocratico tartaro che si stabilì a Mosca e si convertì al cristianesimo nel XV secolo; il cognome è in lingua turca ottomana del Khanato di Crimea, e significa "Signore Nero" o "Principe Nero", equivalente al cognome russo Karamzin.

### Istruzione
Kara-Murza ha conseguito un BA e un MA in storia presso l'Università di Cambridge.

## Carriera

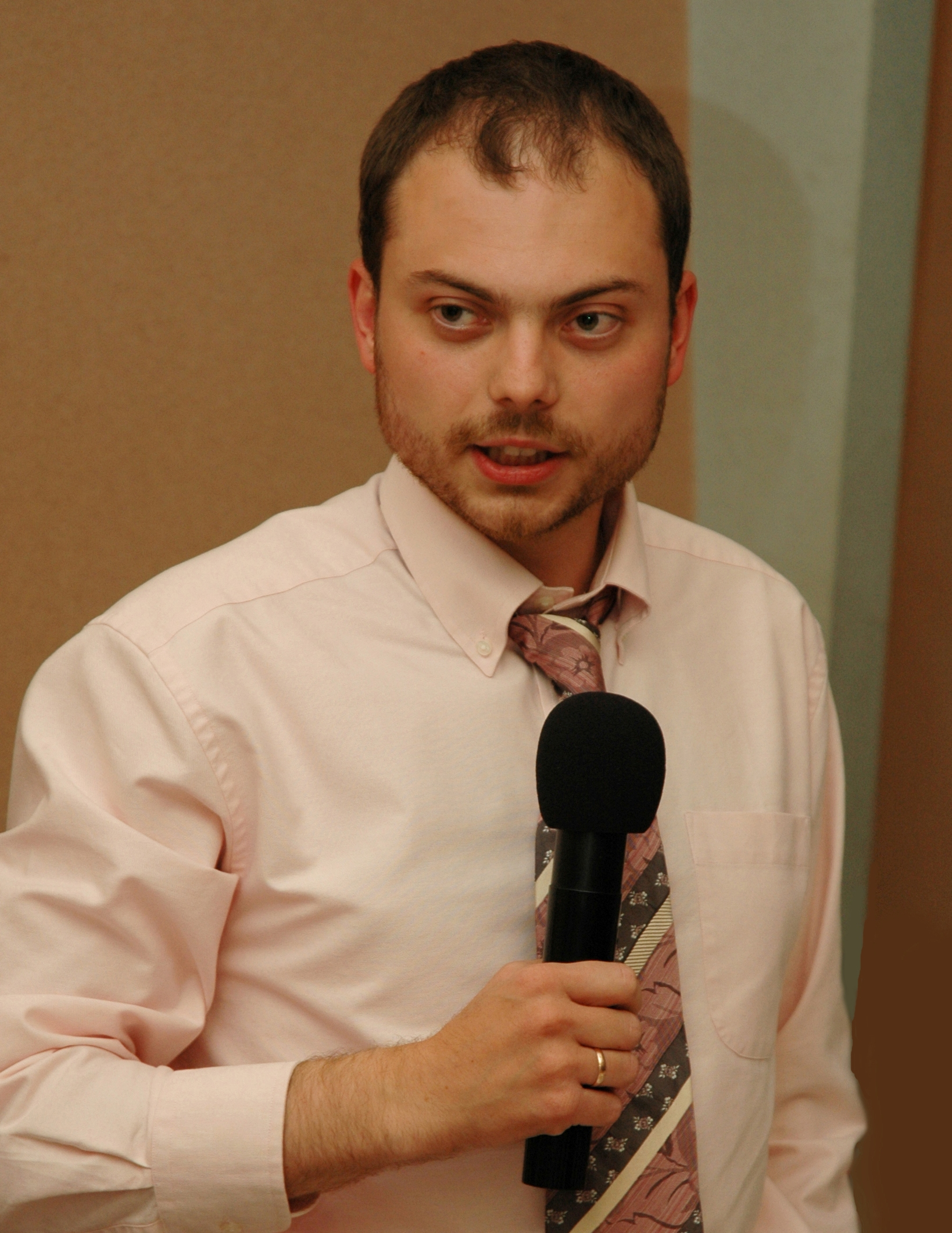
Kara-Murza nel 2005

Kara-Murza è diventato giornalista all'età di 16 anni, nel 1997, anno in cui si trasferì in Gran Bretagna con la madre, che ha anche origini inglesi. Ha lavorato come corrispondente da Londra per una serie di media russi: i giornali Novye Izvestija (1997-2000) e Kommersant (dal settembre 2000 al giugno 2003) e la stazione radio Ėcho Moskvy dal settembre 2001 al giugno 2003. Kara-Murza è poi diventato per breve tempo corrispondente per gli affari esteri di Kommersant (dal luglio 2003 all'aprile 2004) e corrispondente da Washington per la BBC (dal dicembre 2004 al dicembre 2005). Nel 2002 è stato redattore capo della pubblicazione finanziaria londinese Russian Investment Review . Nell'aprile 2004 ha assunto la carica di capo dell'ufficio di Washington della rete televisiva RTVi, incarico che ha ricoperto per i successivi nove anni. Il 1º settembre 2012 è stato licenziato. 

### Cittadinanza
Ha vissuto a Londra per più di 10 anni, ottenendo in seguito la cittadinanza britannica.
Nel giugno 2023, ha ricevuto la cittadinanza canadese onoraria.
Dopo la sua liberazione la Camera dei deputati italiana ha votato una mozione, presentata quando era incarcerato, proposta dai partiti Italia Viva e Azione per il conferimento della cittadinanza italiana al dissidente russo in segno di solidarietà.
Possiede anche la carta di residenza permanente degli Stati Uniti.

### "They Chose Freedom" (2005)

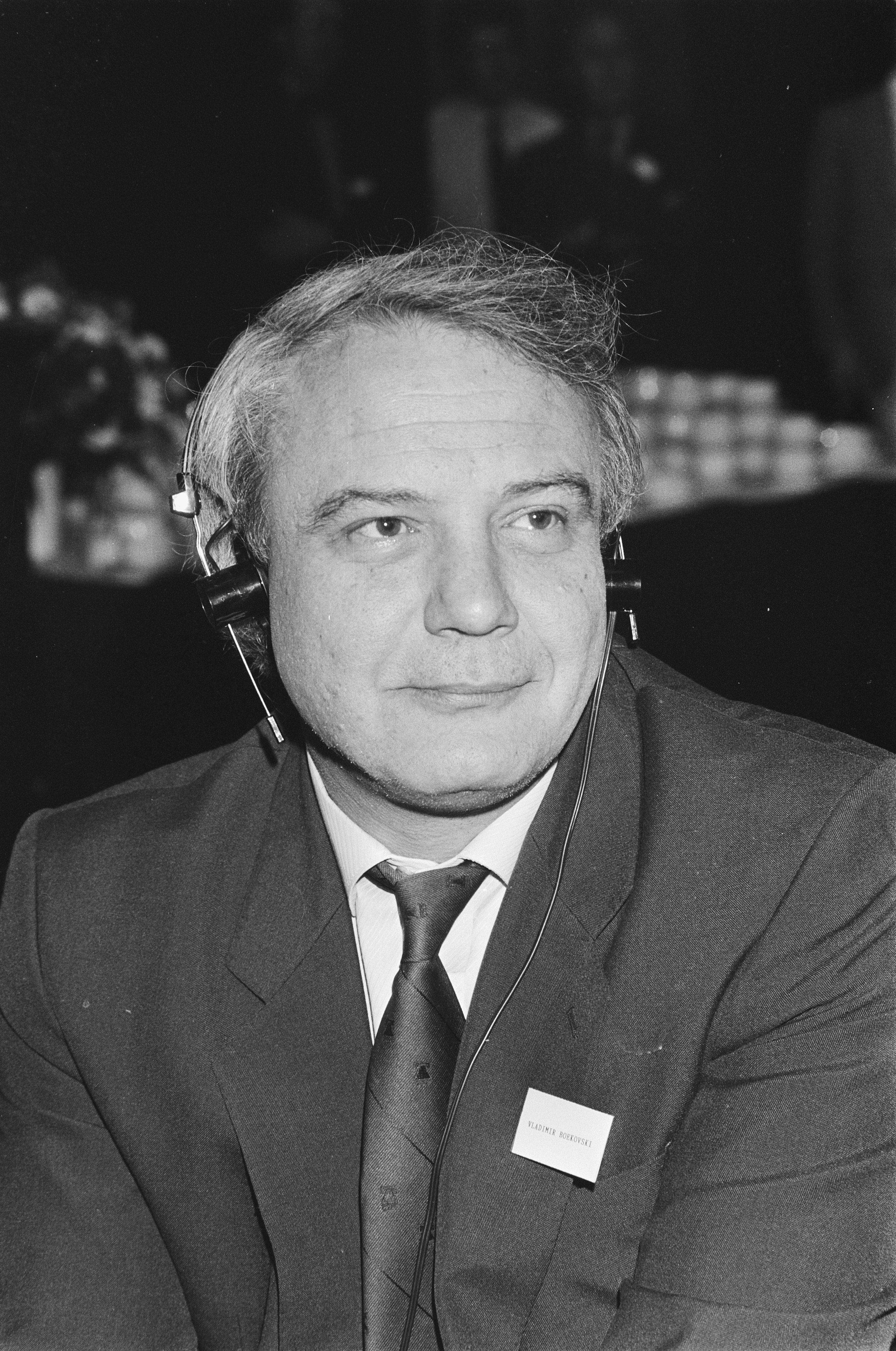
Vladimir Bukovskij

Nel 2005 Kara-Murza ha prodotto un documentario televisivo in quattro parti, They Chose Freedom ("Hanno scelto la libertà", titolo ispirato a quello dell'autobiografia di Victor Kravchenko Ho scelto la libertà), dedicato alla storia del movimento dissidente sovietico. Il documentario era basato su interviste con dissidenti russi, tra cui Vladimir Bukovsky, Elena Bonner e Sergei Kovalev. È stato trasmesso per la prima volta nell'ottobre 2005.
Da allora è stato proiettato in varie località in Europa e Nord America, con i sottotitoli aggiunti in inglese. Il 24 marzo 2014, Kara-Murza, Anne Applebaum e Vladimir Bukovsky hanno preso parte a una discussione dopo la proiezione londinese del film.

### "Reform or Revolution" (2011)
Nel 2011, Kara-Murza ha pubblicato il suo primo libro, Reform or Revolution: The Quest for Responsible Government in the First Russian State Duma (solo in russo), che racconta il tentativo fallito dei Cadetti o Partito Democratico Costituzionale di formare un governo durante la breve esistenza del primo parlamento russo (Duma) dall'aprile al luglio 1906. Sulla base del verbale parlamentare originale del 1906 e dei resoconti dei giornali contemporanei, nonché delle memorie dei partecipanti agli eventi, il libro è stato lanciato sia a Mosca che a San Pietroburgo.

### Russia Aperta

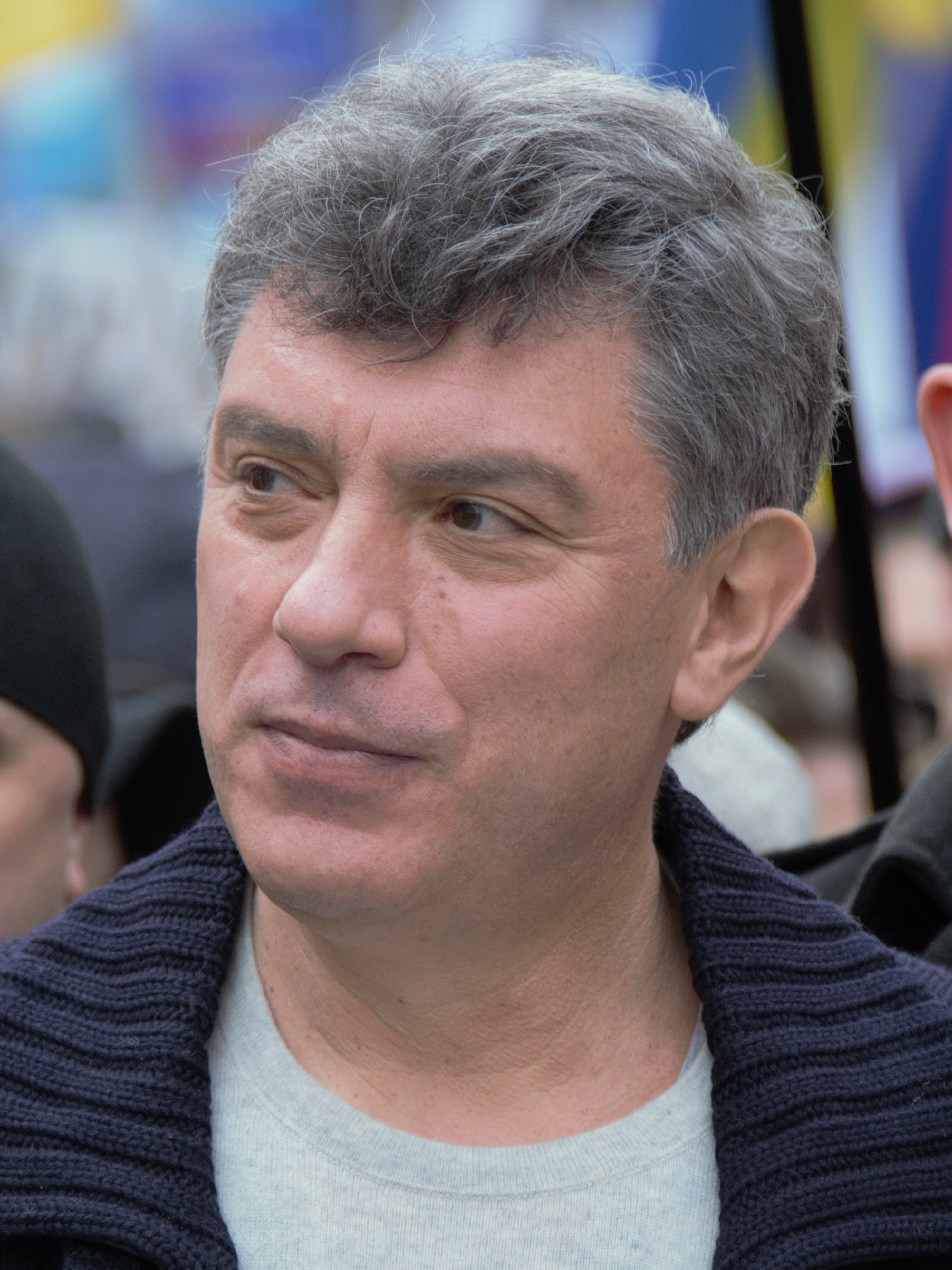
Boris Nemcov nel 2014

Protégé di Boris Nemcov del Partito della Libertà Popolare (PARNAS), dissidente assassinato, è vicepresidente di Russia Aperta, ONG fondata dall'ex oligarca russo Michail Chodorkovskij, che promuove la società civile e la democrazia in Russia. È stato eletto nel Consiglio di coordinamento dell'opposizione russa nel 2012 ed è stato vice leader del Partito popolare per la libertà dal 2015 al 2016. Ha diretto due documentari, They Chose Freedom e Nemtsov. Ha avuto un ruolo negli Stati Uniti nel processo di stesura del Magnitsky Act, approvato nel 2012 dal Congresso statunitense e che istituiva una "lista nera" di ufficiali russi coinvolti nella gestione del caso della morte di Sergej Leonidovič Magnitskij e comunque in violazioni dei diritti umani.
Nel 2018 fu uno dei portatori del feretro ai funerali di John McCain, suo amico.
Dal 2021 è Senior Fellow del Raoul Wallenberg Center for Human Rights. Nel 2018 negli Stati Uniti gli è stato conferito il Premio per il coraggio

### Arresto e detenzione

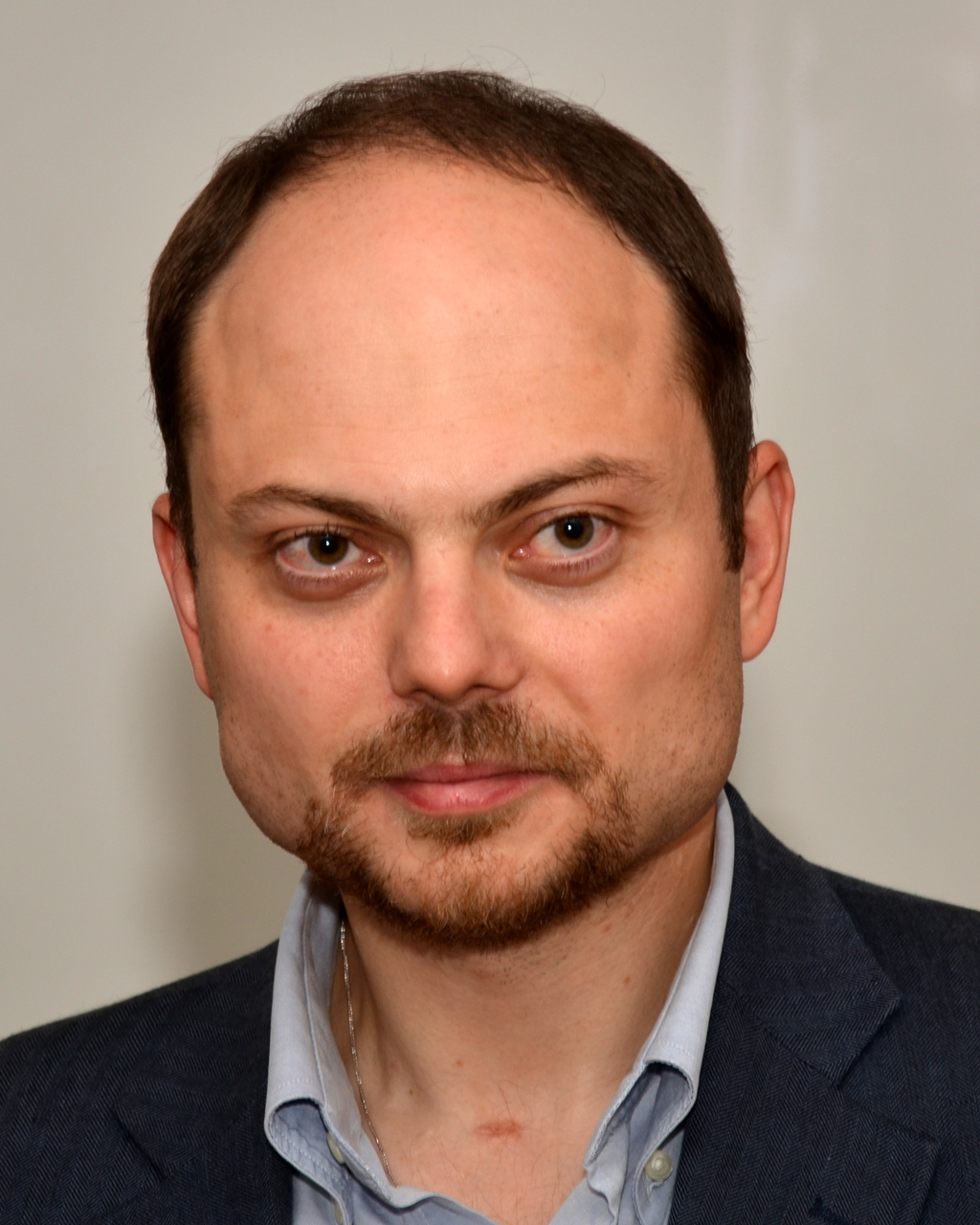
Vladimir Kara-Murza nel 2017

Nell'aprile 2022, durante l'invasione russa dell'Ucraina, è stato arrestato fuori dalla sua casa in Russia con l'accusa di aver disobbedito agli ordini della polizia; l'arresto è avvenuto poche ore dopo aver definito il governo Putin "un regime di assassini" ed è stato poi prorogato dopo che sono state presentate nuove accuse di screditamento dei militari. Amnesty International e molti altri hanno visto le accuse come motivate politicamente. Kara-Murza ha criticato l'invasione russa dell'Ucraina nel 2022. Ha chiesto sanzioni contro i funzionari russi colpevoli di violazioni dei diritti umani e corruzione. 
Nell'ottobre 2022, Kara-Murza ha ricevuto a Strasburgo il Premio per i diritti umani Václav Havel, in assenza essendo detenuto.
Ha criticato il presidente russo Vladimir Putin per il modo in cui i dissidenti politici sono trattati in Russia. Il 17 aprile 2023 è stato condannato a 25 anni di carcere per tradimento (18 anni), partecipazione a "organizzazione indesiderabile" (3 anni) e "diffusione di false informazioni sull'esercito russo" (7 anni) secondo la legge di censura del 2022.  La condanna di Kara-Murza è la più lunga condanna singola per attività politica non violenta dalla caduta dell'Unione Sovietica,, superiore a quella inflitta ad Alexei Navalny (19 anni per motivi esplicitamente politici, più altre condanne politicamente motivate per un totale di più di 30 anni, deceduto in prigione nel 2024 e come lui vittima di tentativi di avvelenamento) e la durata della condanna è paragonabile solo alle pene detentive delle purghe di Stalin negli anni '30. Molte pene come la sua, emesse per reati politici, sono superiori alla maggioranza delle condanne per reati violenti in Russia (la pena massima per omicidio e stupro è di 15 anni). Kara-Murza stesso ha paragonato il suo caso ai processi farsa dell'era staliniana.
La condanna è stata emessa per aver pubblicamente attaccato Putin e l'esercito russo in diversi interventi e con un'intervista ad un quotidiano statunitense, e per essere membro di Open Russia di Mikhail Khodorkovsky e di Free Russia Foundation; secondo la difesa sarebbe inoltre una vendetta per la sua passata collaborazione con il Congresso statunitense alla realizzazione del Magnitsky Act e per la sua doppia cittadinanza. La pubblica accusa non ha fornito precise prove riguardanti l'accusa di tradimento, che è stata comminata in altri casi simili per chi ha effettuato donazioni all'Ucraina, mentre nel suo caso ciò non è stato contestato. Ha ricevuto inoltre una multa per la violazione della legge sugli agenti stranieri. Vladimir Kara-Murza ha subito due avvelenamenti nel 2015 e nel 2017, che gli hanno lasciato problemi a un rene e polineuropatia agli arti inferiori. Per la sua malattia non avrebbe potuto essere incarcerato secondo la legge ordinaria.
Nel suo discorso di chiusura davanti alla corte, disse: "So che verrà il giorno in cui l'oscurità sul nostro paese sarà scomparsa. Quando la guerra [in Ucraina] sarà chiamata guerra, e l'usurpatore [al Cremlino] sarà chiamato usurpatore; quando coloro che hanno scatenato questa guerra saranno chiamati criminali invece di coloro che hanno cercato di fermarla... E allora il nostro popolo aprirà gli occhi e rabbrividirà alla vista degli orribili crimini commessi in loro nome". Il Regno Unito ha imposto sanzioni ai giudici che lo hanno condannato per violazioni dei diritti di un proprio cittadino. Amnesty International lo ha designato prigioniero di coscienza. Dopo la sua condanna, Kara-Murza fu trasferito segretamente, in un treno per detenuti con un viaggio di tre settimane, da Mosca all'IK-6, un carcere di massima sicurezza in Siberia, e successivamente al più duro IK-7, una colonia penale a regime severo (entrambe nei pressi di Omsk), e messo in una "cella di punizione", in isolamento, in cui è rimasto per quasi un anno, impossibilitato a usare il letto durante il giorno e avendo a disposizione solo uno sgabello di legno e un tavolino. Ha perso più di 25 kg durante la detenzione. Questa condizione è stata intervallata da due ritorni in cella normale, ma nel giugno 2024 è stato rimesso in isolamento per non essersi messo il cappello in un luogo dove era prescritto. A luglio è stato spostato in infermeria.
Nell'estate 2023 intervenne in teleconferenza come testimone della difesa al processo di Naval'nyj. In passato aveva collaborato con lui, pur non aderendo nel 2021 alla campagna di Smart Voting contro Putin in quanto Kara-Murza sostenne che mai avrebbe potuto votare per candidati del Partito Comunista della Federazione Russa, che da sempre omaggia Stalin, ed è indirettamente vicino a Russia Unita
Nel maggio 2024 Kara-Murza, collaboratore dal carcere del Washington Post, ha ottenuto il Premio Pulitzer per il giornalismo, "per i suoi appassionati articoli scritti con grande rischio personale, mettendo in guardia dalle conseguenze del dissenso nella Russia di Vladimir Putin e insistendo su un futuro democratico per il suo Paese".

### Rilascio ed esilio
Kara-Murza è stato liberato il 1º agosto 2024 come uno dei sedici prigionieri detenuti in Russia ad essere graziati nell'ambito dello scambio di prigionieri con gli Stati Uniti, trasferiti pochi giorni prima a Lefortovo (Mosca). Kara-Murza fu portato su un volo militare direttamente da Omsk.

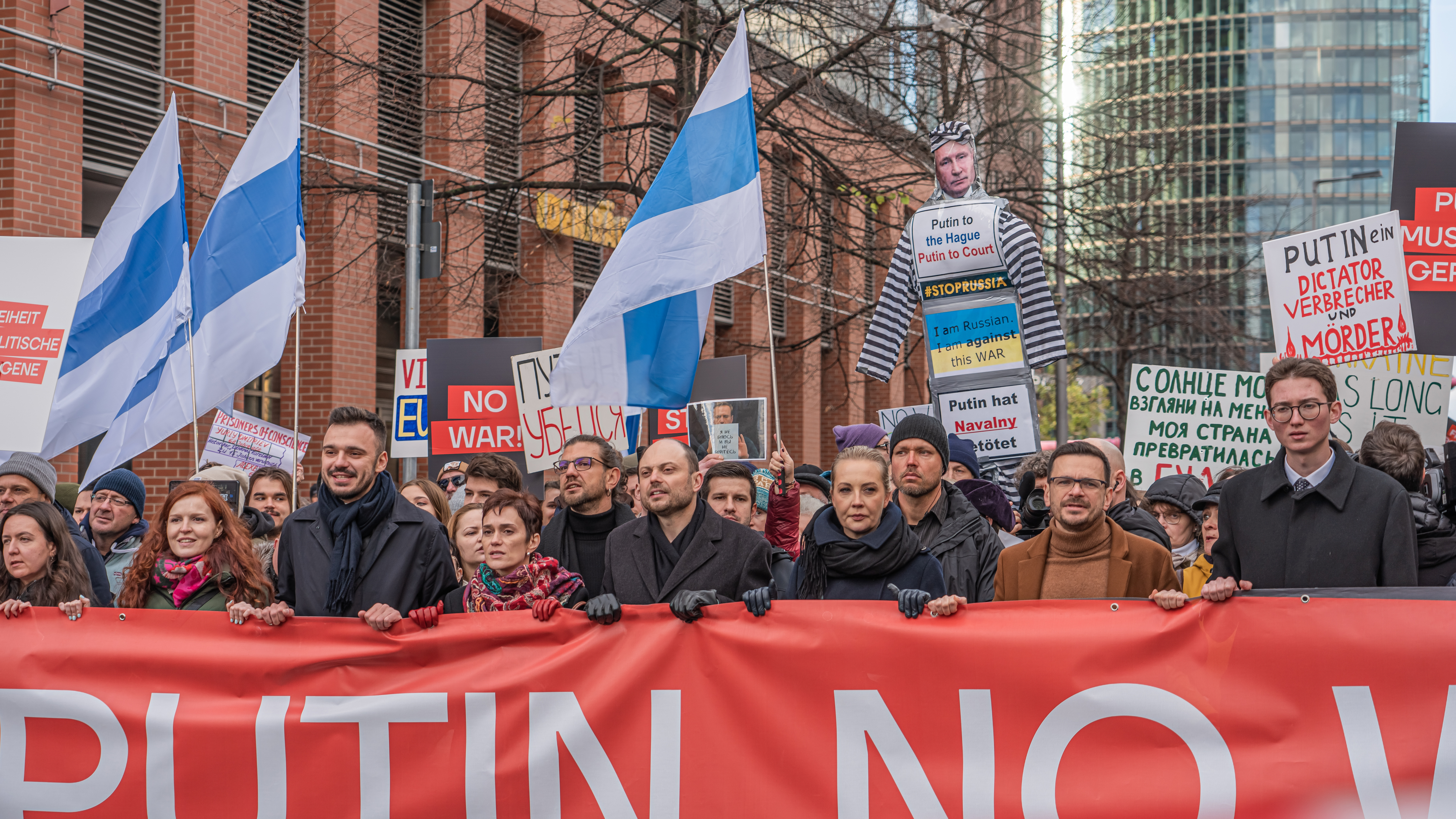
Vladimir Kara-Murza, Yulia Navalnaya, Il'ja Jašin, Kevin Lick e Ruslan Shaveddinov durante la protesta anti-guerra del 17 novembre 2024 a Berlino

In totale furono rilasciati ventiquattro prigionieri. Tra i sedici detenuti in Russia, oltre a Kara-Murza vi erano anche Il'ja Jašin (leader di PARNAS), l'artista pacifista Aleksandra Skochilenko, il biologo dissidente Oleg Orlov, le collaboratrici di Naval'nyj Lilija Čanyševa e Ksenia Fadeeva, i due reporter russo-statunitensi Evan Gershkovich e Alsu Kurmasheva, il russo-tedesco Kevin Lick e il militare statunitense Paul Whelan. Kara-Murza e altri sono stati trasportati all'aeroporto di Ankara Esenboğa in Turchia, dove sono stati scambiati con otto russi (condannati per reati come spionaggio e omicidio) che erano stati detenuti nei paesi occidentali. In cambio di Kara-Murza e Jašin, la Germania rilasciò Vadim Krasikov, colonnello dei servizi segreti russi e del GRU condannato all'ergastolo per l'omicidio di un dissidente ceceno.

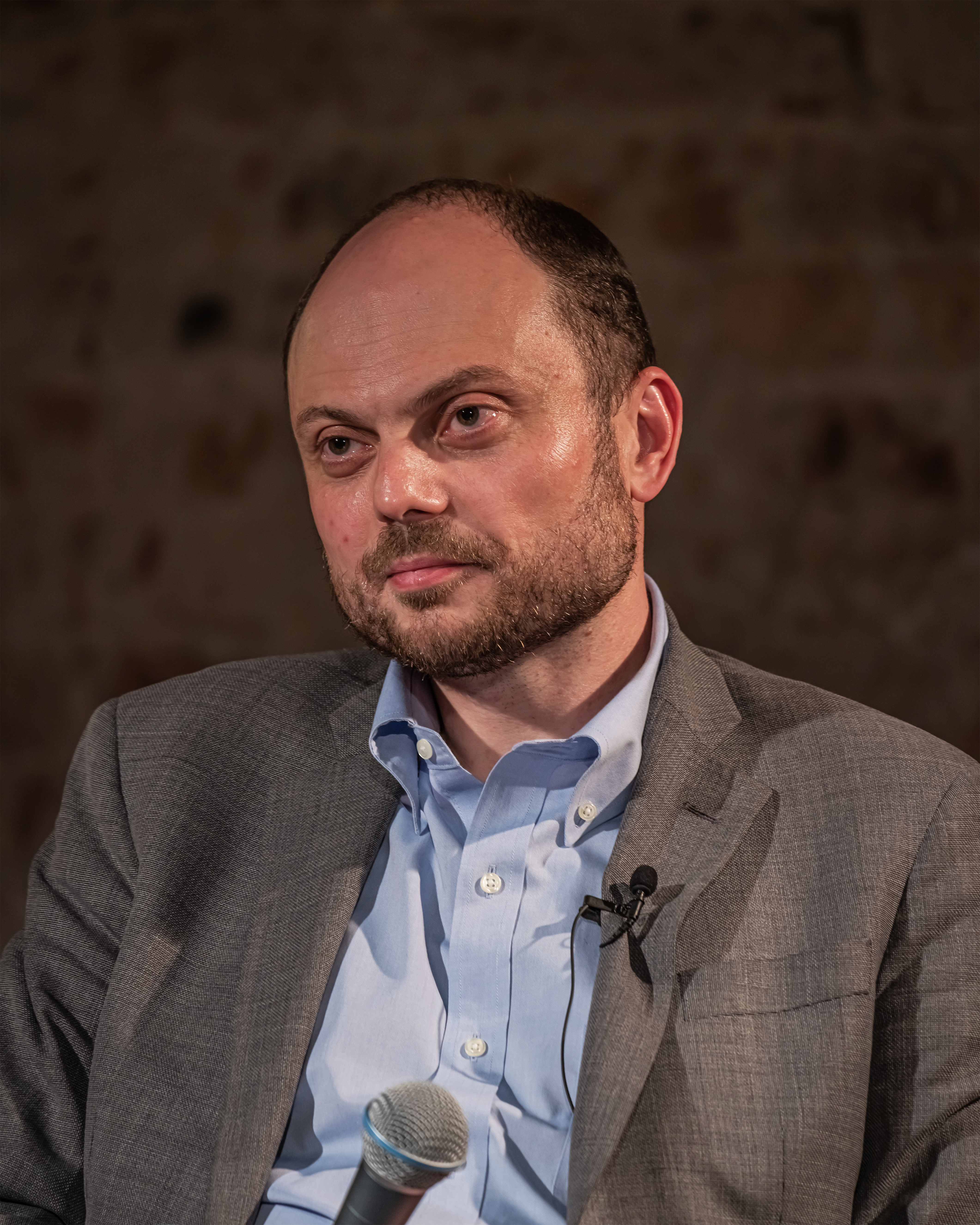
Kara-Murza nel settembre 2024

La sua liberazione è stata inaspettata, ed è arrivato in Germania il giorno dopo con i soli capi di abbigliamento civile che aveva in prigione, ad esclusione della divisa carceraria (mutandoni e maglietta neri e le infradito che usava per la doccia in prigione), raggiungendo poi il Regno Unito. Kara-Murza ha dichiarato, similmente a Jašin, che «nessuno ha chiesto il nostro consenso [...]. Mi sono rifiutato di chiedere la grazia a Vladimir Putin perché non lo considero il presidente legittimo, ma un assassino, responsabile dell'omicidio di Aleksej Navalny, di Boris Nemtsov e di migliaia di civili in Ucraina, e perché mi sarei dovuto dichiarare colpevole, ma non sono colpevole di nulla. [...] Non si è trattato di uno scambio di prigionieri. Si è trattato di un salvataggio di vite umane. E ciò che differenzia una dittatura da una democrazia è il valore supremo dato alla vita umana. Non credo che in questo mondo ci sia nulla di più importante».
Ha chiesto che le sanzioni non colpiscano i semplici cittadini russi ma solo i membri del regime («confondere il regime con i russi è come dire che io, Jašin, Pivovarov e le decine di migliaia di russi fermati nelle proteste non esistono. Le sanzioni che colpiscono tutti sono sbagliate e controproducenti perché rafforzano la propaganda di Putin sulla fortezza assediata») e si è rivolto al governo inglese perché siano attuate trattative per salvare le vite di tutti i prigionieri politici russi e bielorussi, con attenzione a quelli che sono considerati a rischio di vita e salute; Kara-Murza in particolare ha fatto i nomi di Aleksej Gorinov e Marija Ponomarenko.

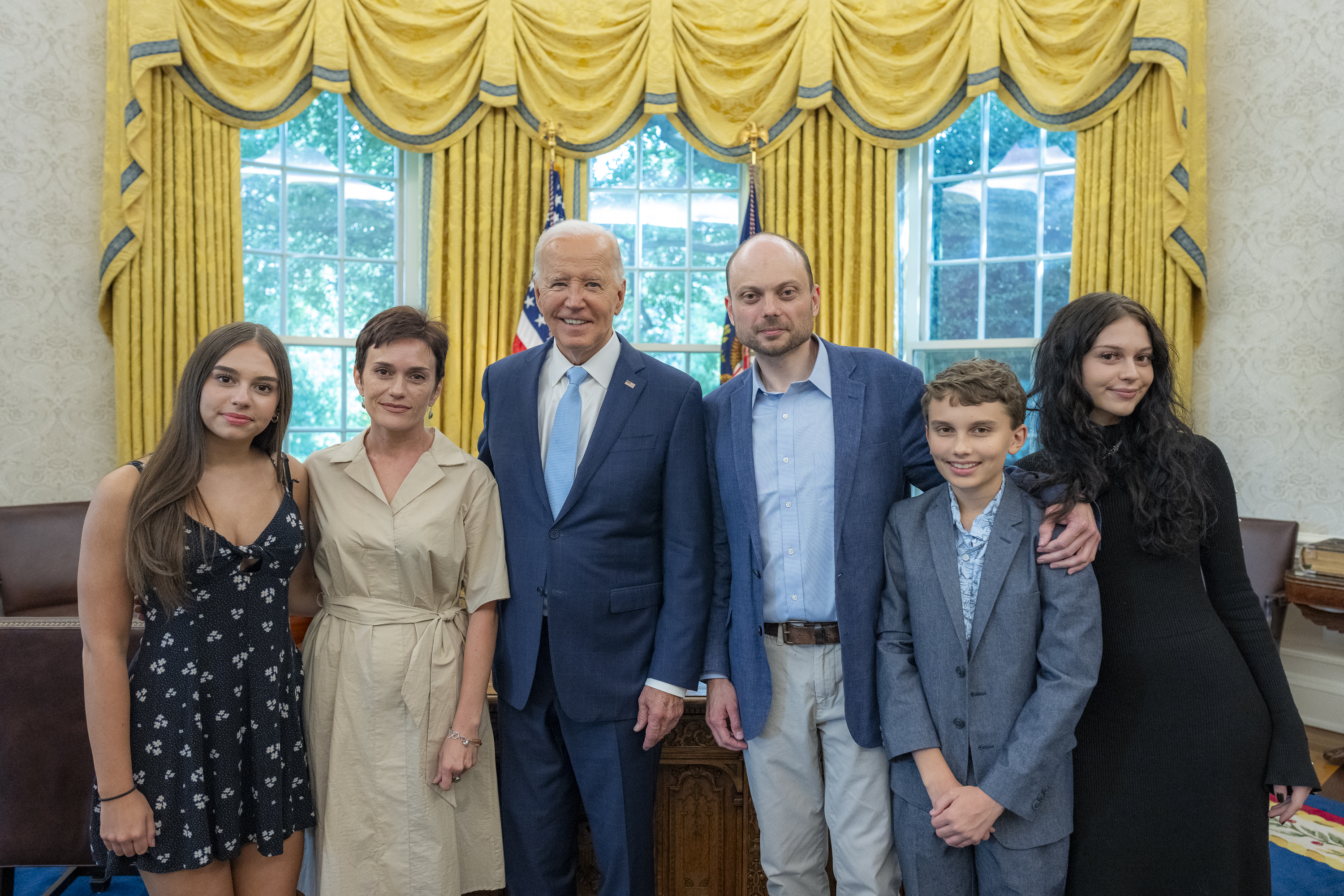
Kara-Murza e la sua famiglia assieme al presidente statunitense Joe Biden a Washington il 15 agosto 2024

In occasione della visita di Putin in Mongolia, con una lettera al governo del paese asiatico, chiese pubblicamente di arrestarlo in ottemperanza al mandato della Corte penale internazionale. Nel giugno 2025 ha tenuto un lungo intervento al Parlamento europeo assieme a Julija Naval'naja e Il'ja Jašin, rispondendo alle domande dei deputati sulla crisi ucraina e sulle risposte da dare al regime di Putin e in sostegno della dissidenza russa.

## Vita privata
È sposato con Evgenija Kara-Murza (nata Kulikova), avvocato e attivista per i diritti umani, e ha tre figli. È di fede ortodossa e praticante.